# Quality function deployment
QFD (Quality function deployment), do češtiny se název metody nepřekládá, používá se zkratka QFD. Jedná se o logistickou metodu, jejímž cílem je zapracovat požadavky koncových zákazníků do finálního výrobku firmy. Pomocí této metody se vytváří ve firmě systém plánování a komunikace, s pomocí kterého mají být koordinovány všechny zdroje podniku čímž má dojít ke zvýšení konkurenceschopnosti podniku, protože firma pak vyvíjí a vyrábí, pouze takové výrobky, jaké očekává zákazník. Tato metodika se používá v etapě vývoje výrobku s cílem zapojit všechny útvary do plnění požadavků zákazníka. Využití má i v marketingu.
Metodu QFD pochází z Japonska, kde ji v roce 1966 představili profesoři Šigeru Mizuno a Jódži Akao. Vznikla na základě propojení prvků managementu kvality a hodnotového inženýrství a využívá se především v automobilovém průmyslu. Pracuje s výrobkem ve fázi jeho návrhu při výrobě nového produktu, při zlepšování současných výrobků a služeb i při optimalizaci procesů s produktem spojených. Jedná se tedy o přenesení požadavků zákazníka přímo do produktu.  

## Výhody použití QFD
- Orientace na zákazníka
- pomáhá implementovat přání a potřeby zákazníků do technické charakteristiky výrobku či služby,
- poukáže na prioritní charakteristiky výrobku a stanoví rozvojové cíle produktu nebo služby.
- pomáhá efektivněji využít čas – zkrácení doby vývoje
- méně konstrukčních a technologických změn,
- nižší náklady na vývoj a na výrobu nových produktů,
- lepší přidělení zdrojů,
- zlepšení kvality produktu a tím i vyšší spokojenosti zákazníků.

## Cíle metody QFD
- objasnění požadavků, které jsou kladeny na produkt
- určení priorit a cílů, které odpovídají požadavkům zákazníků

## Aplikace metody QFD

### Dům kvality
K využití QFD je používáno maticové zobrazení, které je nazýváno díky grafické vizualizaci podobné domu jako „dům kvality“. 
Prvním krokem tvorby matice je zjištění požadavků zákazníků. Tyto požadavky jsou vepsány do levé části matice. Konkrétním požadavkům jsou poté přiřazeny váhy dle důležitosti vlastnosti pro zákazníka. Dále jsou v horní části základní matice uvedeny atributy produktu. Poté jsou určeny vzájemné vztahy mezi uvedenými charakteristikami. Vztahy jsou dle významnosti ohodnoceny hodnotami 1, 3, 9. Po vynásobení dosažených hodnot jejich váhou a konečném součtu můžeme určit prioritní vlastnosti produktu.
V oblasti „střechy“ dochází k poměřování jednotlivých znaků kvality. Zaznamenává se zde silný pozitivní vztah (++), pozitivní vztah (+), negativní vztah (-) a silný negativní vztah (--).
V pravé části matice dochází na škále od 1 do 5 k hodnocení míry vlivu uvedených znaků jakosti na plnění jednotlivých požadavků zákazníků. Znakem hvězdičky a čtverečku (a dalších znaků) se odliší „naše“ společnost a konkurence a dosažené hodnoty se zaznamenají v matici. 
Stejný postup je proveden ve spodní části „domu“, kde se hodnotí vlastní a konkurenční možnosti dosahování jednotlivých znaků jakosti.
Postup zpracování „Domu jakosti“:
1. Identifikace požadavků na produkt.
2. Stanovení váhy požadavků.
3. Porovnání schopnosti plnit požadavky.
4. Stanovení měřitelných znaků jakosti produktu.
5. Analýza vztahů mezi požadavky a znaky.
6. Porovnání schopnosti dosahovat znaky jakosti.
7. Analýza vztahů mezi znaky jakosti.
8. Návrh cílových hodnot znaků jakosti produktu.

### Pugh concept selection
Metoda Pugh Concept Selection může být použita v součinnosti s QFD k výběru vhodného produktu či služby z různých alternativ.

### Modular Function Deployment
Metoda Modular Function Deployment používá QFD ke stanovení zákaznických a konstrukčních požadavků s důrazem na modularitu.